# シバカキ
シバカキは、熊本県玉名郡南関町に伝わる妖怪。

## 伝承
夜、外を歩いているときに路傍から石を投げてくるといわれている。正体について言及した伝承は確認されていないが、単なるほかの人間の悪戯が妖怪と見なされたとの説もある。
また、しばとは短い草、つまり芝のことで芝が生えている場所を指す。そこから「がりがり」と音を立てながら石を投げてくるのでこの名がついた。妖怪漫画家・水木しげるの著書『妖怪大図鑑』では名称が「しばがき」とされているが、初出の資料である柳田國男の『妖怪談義』での表記は「シバカキ」であり、水木の後年の著書『妖鬼化』などでも名称が「しばかき」に統一されている。